# Oskar Lindquist
Oskar Lindquist (* 2001) ist ein norwegischer Schauspieler. Er verkörpert seit 2014 Simon, eine der drei Hauptfiguren der Fernsehserie Trio.

## Leben
Lindquist ist der Sohn des Schauspielers und technischen Leiters Stian Lindquist des Nationaltheatret. Oskar Linquist lebt bei seiner Familie im Stadtviertel Vålerenga in Oslo, wo er auch zur Schule geht.

## Filmografie
- 2014–2016: Trio (Fernsehserie, 30 Folgen)